# Przewale
Przewale (prononciation [pʂɛˈvalɛ]) est un village de la gmina de Tyszowce du powiat de Tomaszów Lubelski dans la voïvodie de Lublin, situé dans l'est de la Pologne.
Le village se situe à environ 7 kilomètres à l'ouest de Tyszowce (siège de la gmina), 24 kilomètres au nord-est de Tomaszów Lubelski (siège du powiat) et 102 kilomètres au sud-est de Lublin (capitale de la voïvodie).

## Administration
De 1975 à 1998, le village est attaché administrativement à l'ancienne voïvodie de Zamość.

Depuis 1999, il fait partie de la nouvelle voïvodie de Lublin.